# Dedelstorf

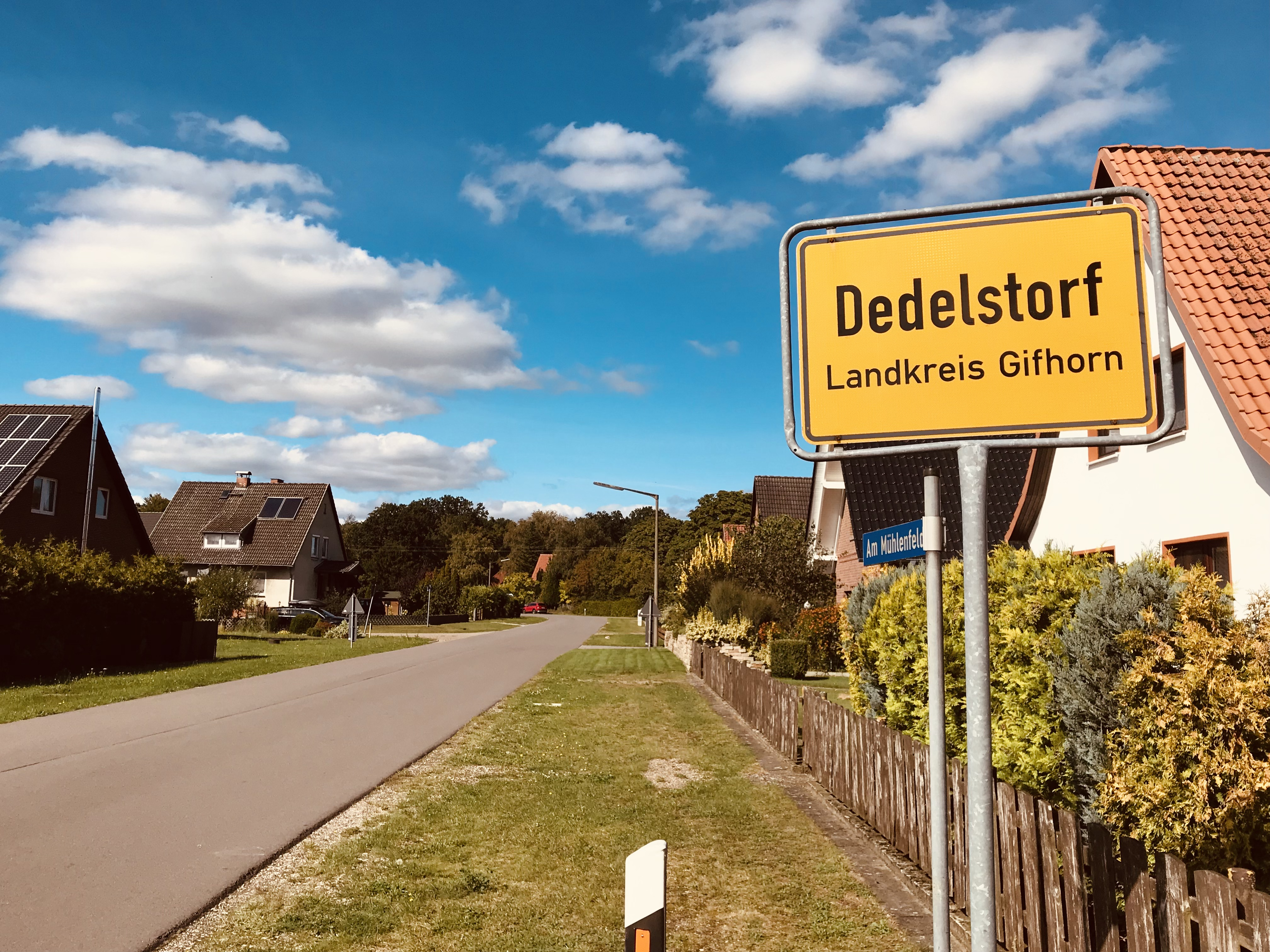
Ortseingang

Dedelstorf ist eine Gemeinde im Landkreis Gifhorn in Niedersachsen. Sie gehört der Samtgemeinde Hankensbüttel an, die ihren Verwaltungssitz in der Gemeinde Hankensbüttel hat.

## Geografie
Dedelstorf liegt südwestlich von Hankensbüttel in der Nähe des Naturparks Südheide.

## Gemeindegliederung
Ortsteile der Gemeinde sind: Allersehl, Dedelstorf, Langwedel, Lingwedel, Oerrel, Repke und Weddersehl. Zu Dedelstorf gehört auch der Wohnplatz Großer Kain. Heute (2021) ist Oerrel mit 428 Einwohnern das Dorf mit der größten Einwohnerzahl in der Gemeinde Dedelstorf.

## Geschichte

### Eingemeindungen
Am 1. März 1974 wurden die Gemeinden Allersehl, Langwedel, Lingwedel, Oerrel, Repke und Weddersehl eingegliedert.

### Einwohnerentwicklung
| Jahr              | Einwohner |
| ----------------- | --------- |
| 1. Dezember 1905  | 655       |
| 16. Juni 1925     | 831       |
| 16. Juni 1933     | 858       |
| 29. Oktober 1946  | 1825      |
| 6. Juni 1961      | 1485      |
| 27. Mai 1970      | 1317      |
| 31. Dezember 1989 | 1328      |
| 31. Dezember 2009 | 1541      |
| 31. Dezember 2010 | 1536      |
| 31. Dezember 2011 | 1513      |

¹ Volkszählungsergebnis

## Politik

### Gemeinderat
Der Rat der Gemeinde Dedelstorf setzt sich aus elf Ratsmitgliedern zusammen, einschließlich des nebenamtlichen Bürgermeisters.
Die letzten Kommunalwahlen ergaben die folgenden Sitzverteilungen:
| Wahljahr | CDU | FWD | SPD | Grüne | Gesamt   |
| 2021     | 6   | 3   | 1   | 1     | 11 Sitze |
| 2016     | 5   | 5   | 1   | -     | 11 Sitze |
| 2011     | 4   | 6   | 1   | -     | 11 Sitze |
| 2006     | 5   | 5   | 1   | -     | 11 Sitze |
| 2001     | 7   | 3   | 1   | -     | 11 Sitze |

### Bürgermeister
Die ehrenamtliche Bürgermeisterin Ulrike Bührke (CDU) ist amtierend und mehrfach im Amt bestätigt.

### Wappen
Blasonierung: „Geteilt von Rot und Grün durch ein silbernes Wellenband; oben ein silberner Heidschnuckenkopf, unten ein silbernes Eichenblatt und eine silberne Ähre.“
Das Rot der oberen Hälfte steht für die Heideflächen innerhalb des Gemeindegebiets, der Heidschnuckenkopf für eine Heidschnuckenherde. Das silberne Wellenband symbolisiert die Wasserläufe in der Gemeinde. Die grüne Farbe der unteren Hälfte sowie die Ähre und das Eichenblatt stehen für die Landwirtschaft und die Waldgebiete und Eichenhaine. Die sieben Körner der Ähre und die sieben Spitzen des Eichenblattes verweisen auf die sieben Ortsteile.

## Kultur und Sehenswürdigkeiten
Auf dem Gemeindegebiet liegt das Naturschutzgebiet Schnuckenheide.

## Wirtschaft und Infrastruktur

### Öffentliche Einrichtungen
Dedelstorf verfügt über einen Friedhof mit einer Kapelle, der sich außerhalb der Ortslage befindet und auf dem auch das Kriegerdenkmal steht.

### Verkehr

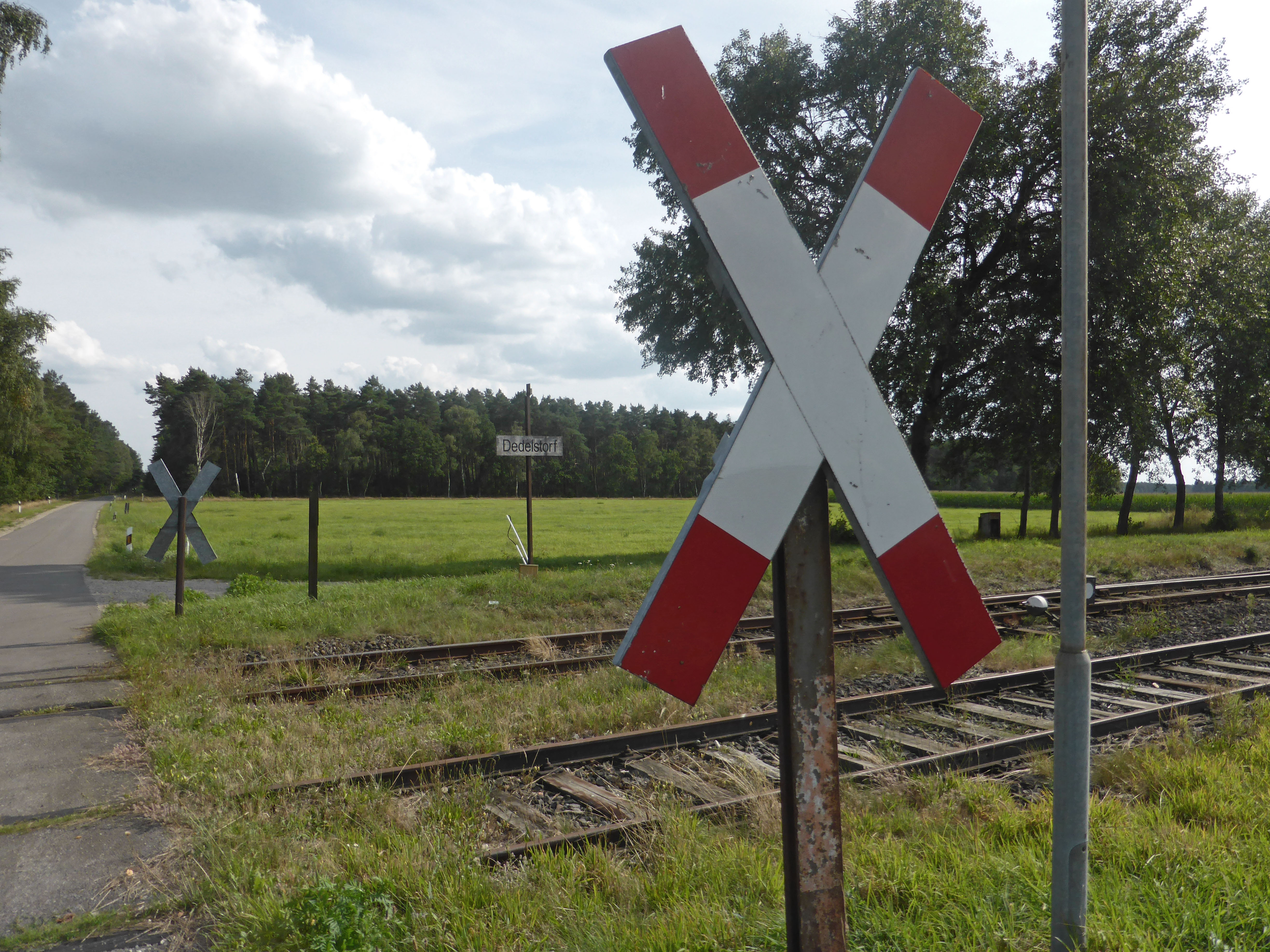
Bahnhof Dedelstorf

#### Straßenverkehr
Die Ortschaft Dedelstorf liegt an der Bundesstraße 244, östlich des Abzweiges der Bundesstraße 244 von der Bundesstraße 4 (Uelzen–Braunschweig). Die Kreisstraße 9 führt von Dedelstorf nach Lingwedel.

#### Eisenbahn
Die 1904 in Betrieb genommene Bahnstrecke Celle–Wittingen führt durch Dedelstorf. Der regelmäßige Personenverkehr wurde 1974 eingestellt; die Strecke wird noch für den Güterverkehr sowie als Museumsbahn genutzt. Beim Bahnhof Dedelstorf zweigt ein Gleisanschluss zum ehemaligen Fliegerhorst bzw. Richthofen-Kaserne ab.

#### Luftverkehr
Nördlich der Ortschaft Repke befand sich von 1954 bis 2015 das Segelfluggelände Schnuckenheide-Repke.

## Garnison

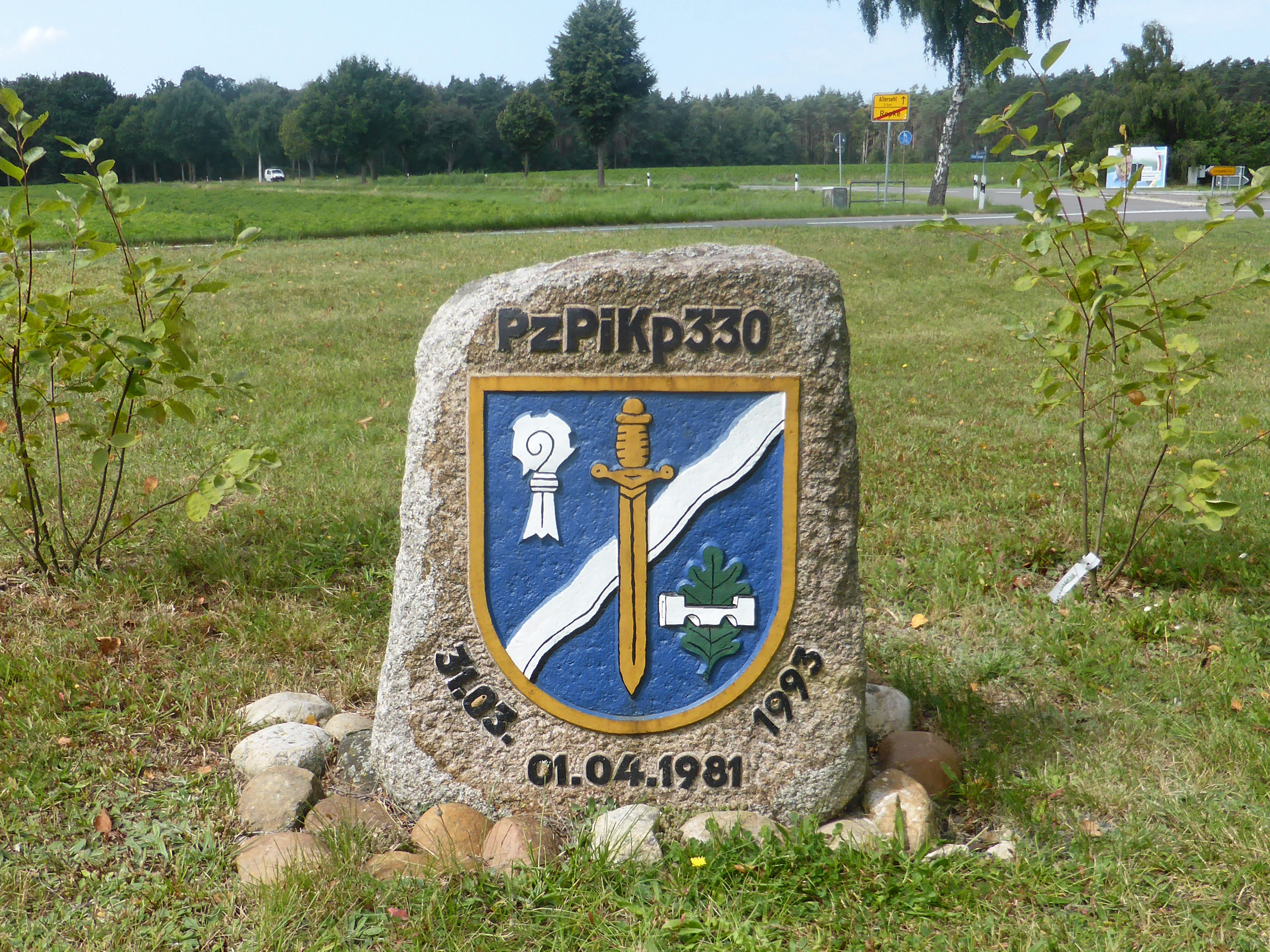
Gedenkstein an die Panzerpionierkompanie 330 im Ortsteil Repke

Bei Dedelstorf wurde 1936 der Flugplatz Dedelstorf angelegt und dort die I. Gruppe vom Kampfgeschwader 55 stationiert. Nach dem Krieg nutzten die Briten den Flugplatz Dedelstorf weiter.
Der zuvor als Lager Dedelstorf bezeichnete Kaserne wurde am 1. Oktober 1964 der Name Richthofen-Kaserne verliehen. Von 1962 bis 1994 waren hier von der Bundeswehr stationiert: 
- Panzerartilleriebataillon 35, umbenannt 1981 in Panzerartilleriebataillon 335 (1962–1994)
- Panzerjägerkompanie 330 (1981–1993)
- Panzerpionierkompanie 330 (1971–1993)